# 서외 도깨비굿
서외 도깨비굿은 전라남도 진도군 진도읍 서외리 지역에서 음력 정월 대보름이나 전염병이 돌때 마을 여성들이 중심이 되어 벌이는 액막이굿이다. 2018년 4월 18일 진도군의 향토문화유산(무형유산) 제4호로 지정되었다.

## 지정 사유
진도 서외리의 도깨비굿은 음력 정월 대보름이나 전염병이 돌때 마을 여성들이 중심이 되어 벌이는 액막이굿으로 다른 지역에서 찾아볼 수 없는 여성주도의 민속문화로 지정가치가 있어 이를 진도군 향토문화유산으로 지정하여 보존‧전승하고자 한다.